# Eliza Joenck
Eliza Joenck Martins (Florianópolis, 1 de janeiro de 1982) é uma modelo e atriz brasileira.

## Biografia
A sua carreira começou aos 16 anos ao ser descoberta por Anderson Baumgartner, sócio-proprietário da Way Model. A partir daí começou a viajar o Brasil e o mundo. Já tendo feito trabalhos para as principais grifes e marcas internacionais, como: L'Oréal, Diesel, Fillity, Valiseré, Bob Store, Amsterdam Sauer, Equus, Christian Dior, Audi, Victoria's Secret, entre outras. Foi capa da revista Trip em 2008 e revista Status em 2012. É considera uma das principais e mais requisitadas modelos da moda internacional.
Em 2007 participou do filme Se Nada mais Der certo do diretor José Eduardo Belmonte, onde interpretou ela mesma.

## Vida pessoal
Eliza também ganhou notoriedade na imprensa brasileira por seus relacionamentos com alguns famosos, são eles Bruno Gagliasso, Dado Dolabella, Kayky Brito, Jonatas Faro, Duda Nagle, Cauã Reymond e o empresário Felipe Simão, ex-namorado de Ivete Sangalo e Luana Piovani.

No dia 10 de Dezembro de 2014 em entrevista ao site EGO, a top model revelou que está namorando o ator norte-americano Leonardo DiCaprio.